# Нинджаго
„Нинджаго“ (известен като „Нинджаго: Майсторите на Спинджицу“ до 2019 г.) е компютърно анимиран супергеройски сериал, продуциран от The Lego Group. Той е създаден да съвпада с линията за играчки „Лего Нинджаго“, който е базиран на героите и събитията на сериала. Сериалът се развива в измислен свят на Нинджаго, място вдъхновено от източноазиатските митове и култура. Земята е разделена между Нинджаго и Тъмния остров, където Върховния лорд рано пребивавал и разполагал с подземен свят като форма на злото.
Сериалът е в продълженително производство повече от десетилетие и отбелязва десетата си годишнина на 14 януари 2021 г. Той започва с два пилотни епизода през януари 2011 г., който е последван от два сезона с 13 епизода, които са излъчени от декември 2011 г. до ноември 2012 г. Успехът на сериала и неговият продукт води до продължение с тринайсет повече сезона, специален епизод, пълнометражна филмова адаптация, и минисериал с 4 епизода. Сериалът е продуциран в Копенхаген, Дания от Wil Film ApS за първите десет сезона. Продукцията се премества в WildBrain Studios в Канада за единадесетия сезон, и сериалът е преозаглавен като „Нинджаго“. Сериалът свършва на 1 октомври 2022 г. с втората част на петнадесетия сезон, който е пуснат по Netflix в Австралия и Нова Зеландия.
В Дания, където се намират оригиналните производствени компании, той се излъчва премиерно по Cartoon Network до 2020 г., а по-късно се премества по Netflix. В Канада сериалът се излъчва по Teletoon и YTV.
Продължението на сериала, озаглавено „Нинджаго: Дракони Възходът“ се излъчва премиерно по Netflix на 1 юни 2023 г.

## Преглед на сезоните
| Сезони | Сезони | Надслов                                           | Надслов                                           | Епизоди | Епизоди | Оригинално излъчване | Оригинално излъчване |
| Сезони | Сезони | Надслов                                           | Надслов                                           | Епизоди | Епизоди | Първо излъчване      | Последно излъчване   |
| ------ | ------ | ------------------------------------------------- | ------------------------------------------------- | ------- | ------- | -------------------- | -------------------- |
|        | Пилоти | „Майсторите на Спинджцу“ или „Пътят към нинджата“ | „Майсторите на Спинджцу“ или „Пътят към нинджата“ | 4       | 4       | 14 януари 2011 г.    | 14 януари 2011 г.    |
|        | 1      | Rise of the Snakes                                | Rise of the Snakes                                | 13      | 13      | 2 декември 2011 г.   | 11 април 2012 г.     |
|        | 2      | Legacy of the Green Ninja                         | Legacy of the Green Ninja                         | 13      | 13      | 18 юли 2012 г.       | 21 ноември 2012 г.   |
|        | 3      | Rebooted                                          | Rebooted                                          | 8       | 8       | 29 януари 2014 г.    | 26 ноември 2014 г.   |
|        | 4      | Tournament of Elements                            | Tournament of Elements                            | 10      | 10      | 23 февруари 2015 г.  | 3 април 2015 г.      |
|        | 5      | Possession                                        | Possession                                        | 10      | 10      | 29 юни 2015 г.       | 10 юли 2015 г.       |
|        | 6      | Skybound                                          | Skybound                                          | 10      | 10      | 24 март 2016 г.      | 15 юли 2016 г.       |
|        | 7      | Ръцете на времето                                 | Ръцете на времето                                 | 10      | 10      | 15 май 2017 г.       | 26 май 2017 г.       |
|        | 8      | Синовете на Гармадон                              | Синовете на Гармадон                              | 10      | 10      | 16 април 2018 г.     | 25 май 2018 г.       |
|        | 9      | Преследвани                                       | Преследвани                                       | 10      | 10      | 11 август 2018 г.    | 25 август 2018 г.    |
|        | 10     | Маршът на Они                                     | Маршът на Они                                     | 4       | 4       | 19 април 2019 г.     | 19 април 2019 г.     |
|        | 11     | Тайните на забраненото Спинджицу                  | Тайните на забраненото Спинджицу                  | 30      | 30      | 22 юни 2019 г.       | 1 февруари 2020 г.   |
|        | 12     | Империя Прайм                                     | Империя Прайм                                     | 16      | 16      | 19 юли 2020 г.       | 30 август 2020 г.    |
|        | 13     | Майсторът на планината                            | Майсторът на планината                            | 16      | 16      | 13 септември 2020 г. | 25 октомври 2020 г.  |
|        | 14     | Seabound                                          | Seabound                                          | 16      | 16      | 4 април 2021 г.      | 30 април 2021 г.     |
|        | 15     | Crystalized                                       | Crystalized                                       | 30      | 30      | 20 май 2022 г.       | 1 октомври 2022 г.   |

## В България
В България сериалът се излъчва по локалната версия на Картун Нетуърк на 23 март 2015 г.
Достъпен е в стрийминг платформата „Ейч Би О Макс“.

## Синхронен дублаж
Дублажът на сериала е първоначално записан в студио „Про Филмс“.
| Персонаж              | Изпълнител                                           |
| --------------------- | ---------------------------------------------------- |
| Лойд Гармадон         | Ана-Мария Лалова (сезон 1 - сезон 7)                 |
| Лойд Гармадон         | Димитър Пишев (сезон 8 - сезон 9)                    |
| Лойд Гармадон         | Кристиян Върбановски (сезон 10 - сезон 15)           |
| Кай                   | Калин Врачански (сезон 1 - сезон 5)                  |
| Кай                   | Калоян Трифонов (сезон 6)                            |
| Кай                   | Виктор Иванов (сезон 7 - сезон 15)                   |
| Джей                  | Явор Караиванов                                      |
| Зейн                  | Христо Бонин (сезон 1 - сезон 3; сезон 5 - сезон 10) |
| Зейн                  | Михаил Сървански (сезон 4; сезон 11 - сезон 15)      |
| Коул                  | Иван Велчев                                          |
| Ния                   | Радослава Стоянова                                   |
| Учителят Ву           | Станислав Пищалов (сезон 1 - сезон 14)               |
| Учителят Ву           | Георги Стоянов (сезон 15)                            |
| Лорд Гармадон         | Сава Пиперов                                         |
| Пайтор                | Анатолий Божинов                                     |
| Дарет                 | Атанас Сребрев                                       |
| Пиксъл                | Елена Грозданова                                     |
| Върховния лорд Дракон | Христо Чешмеджиев                                    |
| Никъл                 | Камен Асенов                                         |
| Скейлс                | Константин Лунгов                                    |
| Генерал Криптор       | Петър Калчев                                         |
| Генерал Веномари      | Росен Русев                                          |
| Мисако                | Светлана Смолева                                     |
| Ед                    | Светломир Радев                                      |
| Нелсън                | Ана-Мария Лалова                                     |
| Крал Мамбо            | Анатолий Божинов                                     |
| Шипелтън              | Анатолий Божинов                                     |
| Фред Финли            | Антон Порязов                                        |
| Дан Ваапит            | Антон Порязов                                        |
| Сами                  | Ася Рачева                                           |
| Дуейн                 | Димитър Живков                                       |
| Асфера                | Елисавета Господинова                                |
| Акита                 | Евгения Ангелова                                     |
| Векс                  | Георги Спасов                                        |
| Скейлс                | Христо Димитров                                      |
| Вини                  | Иля Пепеланов                                        |
| Роузи                 | Ивет Лазарова-Торосян                                |
| Джими                 | Живко Джуранов                                       |
| Сайръс Борг           | Петър Калчев                                         |
| Чар                   | Станислав Кертиков                                   |
| Сорла                 | Татяна Захова                                        |
| Пътнам                | Здравко Димитров                                     |
| Катару                | Денислав Димитров                                    |
| Гейл Госип            | Мими Йорданова                                       |
| Водач                 | Николай Пърлев                                       |
| Ултра Вайълет         | Ния Кръстева                                         |
| Директор              | Петър Върбанов                                       |
| Гримфакс              | Тодор Янкулов                                        |
| Харуми                | Надежда Панайотова                                   |
| Други гласове         | Сотир Мелев                                          |

| Пост                | Име                                                                              |
| ------------------- | -------------------------------------------------------------------------------- |
| Режисьор на дублажа | Живка Донева Виктор Иванов                                                       |
| Преводачи           | Галина Стаменкова Деница Василева Деница Цветанова Лора Станоева Джесика Петрова |